# Live à la Cigale (album de Chinese Man)
Pour les articles homonymes, voir Live à la Cigale.
Albums de Chinese Man
Racing with the Sun
(2011) The Groove Sessions Vol. 3
(2013)
Live à la Cigale est un album live du collectif de DJs Chinese Man enregistré le 10 avril 2012 à La Cigale et sorti le 12 novembre 2012 accompagné d'un DVD du concert.

## Liste des titres
| 1.  | One Past (feat. Raphaël André, alias Mr. Raf)       | 8:00 |
| 2.  | If You Groove                                       | 6:32 |
| 3.  | Get Up (feat. Tumi)                                 | 4:56 |
| 4.  | Ta Bom (feat. Mr. Raf, Taiwan MC, Tumi Molekane)    | 4:56 |
| 5.  | Miss Chang (feat. Taiwan MC)                        | 4:26 |
| 6.  | Skank In The Air (feat. Taiwan MC)                  | 4:54 |
| 7.  | Artichaut (feat. Mr. Raf)                           | 6:45 |
| 8.  | Racing With The Sun                                 | 6:18 |
| 9.  | In My Room                                          | 6:06 |
| 10. | Ayoyo                                               | 6:35 |
| 11. | Jumpin In Havana (feat. Tumi)                       | 5:08 |
| 12. | I've Got That Tune (feat. Mr. Raf, Taiwan MC, Tumi) | 7:36 |

## Samples
- Dans Artichaut, on entend des samples du morceau Coconut woman de Harry Belafonte, en plus du sample Scratch Scratch. Le sample de solo de batterie récurrent est celui de Gene Krupa dans Sing, Sing, Sing de Benny Goodman. On a également en introduction Deja Vu de Lord Tariq & Peter Gunz.
- Dans Washington Square, on peut entendre un extrait de la chanson Armagideon Time de Willi Williams.